# قسم قراتورة الريفي (مقاطعة ديواندرة)
قسم قراتورة الريفي (بالفارسية: دهستان قراتوره) هي منطقة سكنية تقع في قسم في إيران. يقدر عدد سكانها بـ 9,368 نسمة .